# منطقة حائل
منطقة حائل هي إحدى المناطق الإدارية بالمملكة العربية السعودية ومقر إمارتها مدينة حائل. تقع في شمال نجد في شمال غرب المملكة وتحتل المنطقة الترتيب السابع من ناحية المساحة حيث تبلغ مساحتها 120,000 كم2, والتاسعة من ناحية السكان على مستوى المملكة حيث يبلغ عدد سكان المنطقة (746,406) نسمة حسب تعداد السعودية (2022). تنقسم إدارياً إلى 8 محافظات بالإضافة لنطاق إمارة حائل،  وتشتهر منطقة حائل بالجبلين أجا وسلمى وبالرمز التاريخي للجود والكرم حاتم الطائي.

## الموقع الجغرافي
تقع منطقة حائل في منتصف الجزء الشمالي الغربي من المملكة العربية السعودية بين خطى طول 52«26' 39º و42» 22' 44º شرقاً، ودائرتي عرض 34«16' 25º و16» 53' 28º شمالاً، ويحدها من الشمال منطقتا الحدود الشمالية والجوف ومن الجنوب منطقتا المدينة المنورة والقصيم ومن الشرق منطقة القصيم ومن الغرب منطقتا المدينة المنورة وتبوك، وليس لمنطقة حائل منفذ على البحر إلا من خلال المناطق المجاورة لها.

## المساحة والسكان
تقدر المساحة الكلية لمنطقة حائل بحوالي 120,000كم2, أي ما يعادل 6.1% من مجمل مساحة المملكة،  وتحتل بذلك المرتبة السابعة من ناحية المساحة حسب مساحة المناطق. وتمتد منطقة حائل لمسافة حوالي 400 كم من الشمال إلى الجنوب وحوالي 500 كم من الشرق إلى الغرب.
بلغ إجمالي عدد سكان المنطقة حسب إحصائية عام 2019م حوالي 731.147 نسمة، لتأخذ المنطقة المرتبة الثامنة من ناحية السكان حسب سكان المناطق على مستوى المملكة.
بلغ إجمالي عدد سكان منطقة حائل (746,406) حسب تعداد السعودية 2022، وجاءت في المركز التاسع من حيث عدد السكان في ترتيب مناطق السعودية، وجاءت في المركز الأول كأعلى المناطق نمواً بنسبة 41,3 %، مثل نمو السكان غير السعوديين 66.7 % والسعوديين 32.9 %.

## تاريخ المنطقة

### في عصور ما قبل التاريخ
تدل الشواهد الأثرية على استمرار الاستيطان البشري في منطقة حائل منذ عصور ما قبل التاريخ. ومعظم مواقع العصر الحجري فيها تعود إلى العصر الحجري القديم الأوسط، والعصر الحجري الحديث والعصر النحاسي.
وتشهد مواقع العصر الحجري القديم الأوسط (المستيري) المكتشفة في نواحي متفرقة من حائل بأنها كانت أكثر مياهًا بما يمكنها من قيام حياة نباتية خلال الفترة من 75000 إلى 5000 سنة) قبل الميلاد.
تنتشر مواقع العصر الحجري الحديث بشكل واضح في شمال شبه الجزيرة العربية. ومن الممكن تأريخها عبر المكتشفات الأثرية في الفترة من 10,000 إلى 7500 سنة قبل الميلاد. وتتميز المواقع الحجرية المكتشفة في حائل مقارنة بغيرها من مناطق المملكة العربية السعودية بكثرة الرسوم الصخرية المتنوعة بين الأشكال الأدمية والحيوانية.
ويتميز العصر الحجري الحديث في حائل باختلاف بيئاته وتنوعها والتي تقع على الضفاف الرملية للأودية، والمنحدرات الكثبانية المواجهة للرياح، بالإضافة إلى ترسبات البحيرة القديمة ومنها تلك التي اكتشفت في جبة الواقعة شمال غرب حائل. كما تشير المعثورات الحجرية في نواحي متفرقة بحائل إلى أن مجتمع العصر الحجري الحديث فيه كان مجتمع صيد وجمع والتقاط للطعام.
أما العصر النحاسي 5500 سنة قبل الميلاد، فشواهده الحضارية في منطقة حائل هي الأكثر انتشارًا، ومن معثورات هذا العصر الأثرية الأدوات الحجرية ذات الأطراف والجوانب المسطحة على هيئة المكاشط ومثاقب ومناقب صغيرة وسواطير. بالإضافة إلى اكتشاف مجموعة من المنشآت الحجرية والدوائر التي يتسم بها العصر النحاسي، وهذه المنشآت الحجرية تدلل على أن الحياة في هذا العصر كانت أكثر استقرارًا عند مقارنتها بحياة الصيد والجمع والالتقاط لمجتمع العصر الحجري الحديث. ومن دلائل حياة الاستقرار المعثور عليها بحائل في العصر النحاسي وجود معثورات من الأدوات الصوانية، والأواني الفخارية المصنوعة من الفخار الخشن غير المصقول، بالإضافة إلى مجموعة من النقوش الصخرية والتي تؤكد مجتمعة على وجود نشاط إنساني في المنطقة في عصور ما قبل التاريخ.
ومما يلفت الانتباه أن مواقع العصر الحجري القديم في منطقة حائل أكثر من مواقع العصر الحجري الحديث؛ ولعل السبب في ذلك يعود إلى التغيرات المناخية من البرودة والرطوبة في العصر الحجري القديم إلى الحرارة والجفاف في العصر الحجري الحديث، وما نتج عنه من تغير بشكل تدريجي في الغطاء النباتي من الخضرة إلى التصحر؛ ولذا هاجر الناس منها إلى مناطق أكثر مناسبة كالمناطق الشمالية الغربية، وإلى مناطق أبعد ومنها: فلسطين ووادي الرافدين.
من خلال ما سبق يتين أن حائل اكتسبت أهمية خاصة تمتد إلى آلاف السنين، ومن أهم العوامل التي ساعدت على ذلك وجودها في موقع متوسط بين الحضارات القديمة، وتوفر مياهها، وخصوبة ترتبتها، وكثرة وتوزع المراعي في جهات مختلفة، واعتدال مناخها؛ مما جعل لها مكانة مهمة بين تلك الحضارات فنشأ على أرضها الكثير من مراكز الاستقرار (المستوطنات) في عصور ما قبل التاريخ (العصور الحجرية) والتي بقيت آثارها وشواهدها باقية في عدد من المواقع على الرغم من أن البعض منها يعد استيطانًا رعويًا قبل هذه العصور، ومن المستوطنات التي تحتوي على أدوات حجرية في نواحي متفرقة من منطقة حائل ما يلي:
- موقع جبل حبشي.
- موقع جبل أركان.
- موقع بدائع البادية.
- موقع غوث.
- موقع هطالة.
- موقع برقوق.
- موقع جبة.
- موقع جانين.
- موقع ياطب.

### في العصور الميلادية
ويذكر جواد علي أن: "الفرس وبني إرم ونصوص التلمود اليهودي عرفوا العرب بتسمية أخرى هي: طييعا - طيعا - طيايا - طياية. ويقول علي: "والكلمتان من أصل واحد، هو (طيء) اسم القبيلة العربية المعروفة. وقد كانت في أيام تدوين التلمود من أقوى وأشهر القبائل العربية، حتى غلب اسمها سائر أسماء القبائل، فأطلق على كل عربي، كائنًا ما كان، وقد شاعت هذه التسمية قرب الميلاد، وانتشرت في القرون الأولى للميلاد، كما يتبين ذلك من الموارد السريانية والموارد اليهودية". وذكر ياقوت الحموي اسم مكان أسماه (جش إرم)، قال إنه: "اسم جبل عند (أجا) أحد جَبَليْ طيء، أملس الأعلى، سهل ترعاه الإبل، وفي ذروته مساكن لعاد وإرم، فيه صور منحوتة من الصخر". وعاد وإرم أمم من العرب البائدة. وأعلن باحث في عام 2002 م عن اكتشافه لـ 122 نصاً ثمودياً تعود للقرنين الثامن والسابع قبل الميلاد في مدينة جبة (100 كلم شمال حائل) وهي رابع المواقع الأثرية في المملكة المسجلة ضمن قائمة التراث العالمي من قبل منظمة اليونسكو.

### ما قبل الاستيطان الطائي
يأتي ذكر حائل أو الجبلين في معظم كتب الباحثين القدامى العرب باسم (جبلي طيء)، وهذا الاسم لم تكتسبه المنطقة إلا بعد استيطان قبيلة طيء فيها، وأما من سكنها قبلهم من العرب فيذكر عقيل القويعي مؤلف "أخبار ومسائل في أخبار منطقة حائل"، : " إن الاستيطان بتلك المنطقة ثابت في معظم المصادر، حيث ذكر أن منطقة حائل سكنتها قبائل عربية قبل طيء على النحو التالي:
1. أشارت بعض الدراسات إلى أن سكانها هم من العرب البائدة (عاد وثمود وإرم والعماليق).
2. قبيلة بني أسد الخندفية العدنانية، إذ تكرر في عدد من كتب المؤرخين نزول طيء بجوار أسد ثم انتزاعها أجا وسلمى من بني أسد.
3. قبيلة غطفان القيسية العدنانية، وكانت منازلهم إلى الجنوب من حائل.
4. أخلاط من قبائل متفرقة مثل قبيلة كلب القضاعية وقبيلة بني تميم الخندفية العدنانية.[18]

## التاريخ السياسي

### حكام منطقة حائل عبر التاريخ
ضمت منطقة حائل قبائل عربية كثيرة، ففي العصر الجاهلي كانت منطقة حائل مقسمه بين أربعة قبائل عربية كبيرة وهي: بني تميم، وبنو أسد، وغطفان، وطيئ وكان لكل قبيلة من هذه القبائل الأربعة مياهها، وقراها الخاصة التي تسيطر عليها، وتفرض سيادتها عليها، وقد شهدت منطقة حائل معارك كثيرة في الجاهلية بين تلك القبائل، ومن أشهر تلك الأيام، يوم ذي طلوح، ويوم ثنية مفروق، ويوم الصمد، ويوم أود بين بني تميم وقبيلة بكر بن وائل، كما شهدت الحرب المشهورة داحس والغبراء بين قبائل غطفان عبس وذبيان، وشهدت أيضاً معارك بين بني تميم وبني أسد مثل يوم خو جنوب مدينة سميراء، وشهدت المنطقة أيضاً حرب الفساد بين قبائل طيء فيما بينها جديلة والغوث، وقد إنتهت تلك المعارك الحربية الدامية بين القبائل بعد بعثة النبي ﷺ ودخول القبائل العربية في دين الإسلام ومشاركتها في الفتوحات الإسلامية في عهد الخلفاء الراشدين ثم في عهد الدولة الأموية والدولة العباسية.

### في عهد آل علي
- حكام آل علي، وهم أسرة تنتمي إلى قبيلة شمر ابتدأ حكمهم في عام 1791 م وانتهى عام 1834 على يد الأمير عبد الله العلي الرشيد ومن أمرائهم:
- الأمير المؤسس علي الكبير بن عطية آل جعفر (مؤسس أول حكم حضري مركزي في حائل وأول حاكم من أسرة آل علي).
- الأمير محمد بن عيسى آل علي (حاكم شمال نجد)
- الأمير محمد بن عبد المحسن آل علي (التحالف مع السعوديين)
- الأمير صالح بن عبد المحسن آل علي (نهاية حكم آل علي)
- الأمير عيسى بن عبيد الله آل علي (استرداد الإمارة)

### في عهد آل رشيد

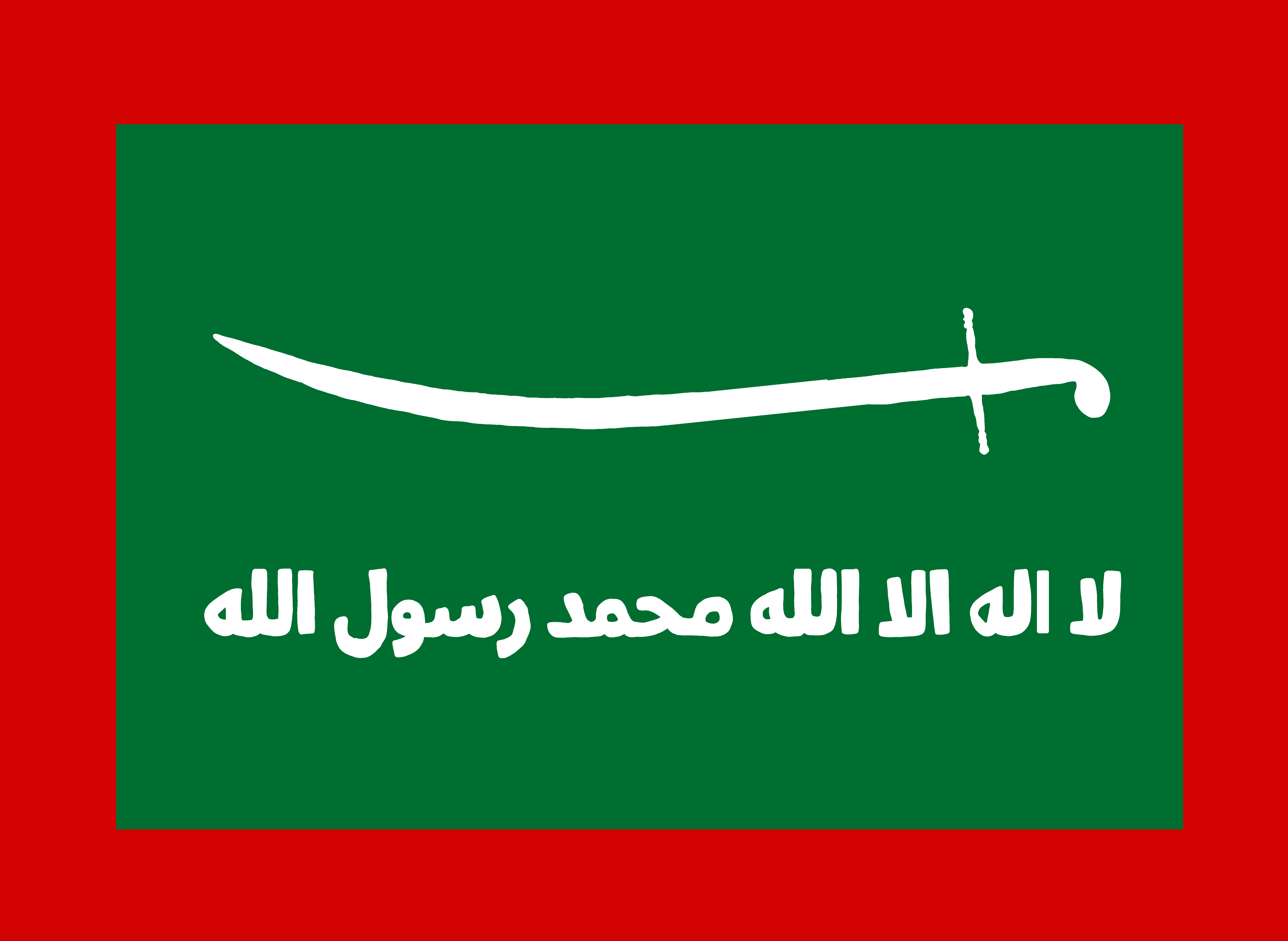
علم إمارة جبل شمر من عام 1834 - 1921 م

- حكام آل رشيد، وينتمون إلى قبيلة شمر أيضاً، ابتدأ حكمهم على يد عبد الله العلي الرشيد عام 1834 إلا أن عيسى بن عبيد الله آل علي استطاع استعادة حكم آبائه عام 1837 بمساعدة من العثمانيين ولكنه لم يبق في الحكم إلا أشهر معدودة، فقد استعاد عبد الله العلي الرشيد الحكم في نفس العام. واستمر حكم آل رشيد حتى سقوط حائل عام 1921 على يد عبد العزيز آل سعود، ومن أمرائهم:
- الأمير عبد الله العلي الرشيد (1835 - 1847)
- الأمير طلال بن عبد الله (1847 - 1866)
- الأمير متعب بن عبد الله(1867 - 1869)
- الأمير بندر بن طلال بن عبد الله (1869- 1873)
- الأمير محمد بن عبد الله (1873- 1897)
- الأمير عبد العزيز بن متعب بن عبد الله(1897 - 1906)
- الأمير متعب بن عبد العزيز (1906 - 1907)
- الأمير سلطان بن حمود بن عبيد بن علي بن رشيد (1907 - 1908)
- الأمير سعود بن حمود بن عبيد 1908 1908 (1875 - 1909)
- الأمير سعود بن عبد العزيز بن متعب 1908 (1920 - 1885)
- الأمير عبد الله بن متعب بن عبد العزيز (1920 - 1921)
- الأمير محمد بن طلال بن نايف بن طلال بن عبد الله (1921 - 1921)

### في عهد آل سعود
- حكام آل سعود، ابتدأ حكمهم لحائل منذ عام 1921 ويحكم منطقة حائل الآن الأمير عبد العزيز بن سعد بن عبد العزيز آل سعود منذ عام 2017، وأمراء حائل في العهد السعودي حتى الآن هم:
- الأمير إبراهيم بن سالم السبهان (1339 ه-1340 ه)
- الأمير عبد العزيز بن مساعد بن جلوي آل سعود (1340 ه-1390 ه)
- الأمير فهد الثاني بن سعد الأول بن عبد الرحمن آل سعود (1390 ه-1392 ه)
- الأمير سعد بن فهد الثاني بن سعد الأول آل سعود
- الأمير ناصر بن عبد الله آل الشيخ
- الأمير مقرن بن عبد العزيز آل سعود (1400 ه-1420 ه)
- الأمير سعود بن عبد المحسن بن عبد العزيز آل سعود (1420 ه-1438هـ)
- الأمير عبد العزيز بن سعد بن عبد العزيز آل سعود (1438هـ - حتى الآن)

### مهام الإمارة
- تمثيل الملك في المنطقة.
- التأكد من تحقيق سير العدالة في المنطقة.
- العمل على حفظ الأمن في المنطقة.
- العمل على توفير كافة الخدمات لمواطني المنطقة بالتعاون والتنسيق مع الجهات الحكومية والمشاركة في مراحل التخطيط لكافة الخدمات.
- التأكد من كفاءة وفاعلية الخدمات التي تقدم لمواطني المنطقة، والعمل على تحسين وتطوير تقديم تلك الخدمات.
- تلقي شكاوي واستدعاءات المواطنين والنظر في أمورهم والعمل على تلبية مطالبهم وحل مشكلاتهم.

## التاريخ الحربي
دارت في المنطقة ومن أجلها معارك عديدة، منها معارك بين قبيلة شمر وبني سنبس من طيء وبينهم وبين بني صخر وبني لام والفضول وعنزة مثل معركة عصفر عام 1432م، ومعركة ضفرة ومعركة أبرق الشيوخ وغيرها أما في القرنين التاسع عشر والعشرين، فمن أشهر المعارك التي خاضها شمر أهالي حائل:

### معركة الصريف
أشهر معركة في التاريخ الحديث للجزيرة العربية وقعت في 17 مارس 1901، ودارت بين قبيلة شمر بقيادة عبد العزيز المتعب الرشيد من جهة، ومبارك الصباح وأهل الكويت وآل سعود وال مهنا أمراء بريدة وآل سليم أمراء عنيزة وقبيلة حرب وقحطان وبني رشيد و 15 قبيلة من كبار قبائل الجزيرة العربية من جهة أخرى. وانتهت بنصر ساحق لعبد العزيز الرشيد على جيوش التحالف. انظر مقال رئيس: معركة الصريف

### معركة عيون الجوي
وقعت في عام 1845 بين سرية من جيش بن رشيد وبين أهالي عنيزة بعد أن هاجموا مجموعات من الإبل تابعة لأهالي حائل، وانتهت المعركة بانتصار أهالي عنيزة وذبح جميع أفراد السرية.

### معركة المليداء
من أشهر المعارك التي وقعت بين أهالي القصيم بقيادة حسن ال مهنا أمير بريدة وبين محمد بن رشيد ومعه قبائل شمر وحرب وعنزة والظفير، وقعت عام 1891 على عهد محمد العبد الله الرشيد، وانتهت بانتصار جيش محمد بن رشيد، وكانت آخر معركة يقوم بها أهالي القصيم، إذ تم بعدها تعيين فهد القويعي من حائل حاكماً عاماً على القصيم.

## التضاريس
وتتعدد أنواع التضاريس الجغرافية في منطقة حائل، ففيها الجبال والسهول والأودية والصحاري الرملية وكذلك أراضي صخور الحرّة. وأهم المعالم الجغرافية:
- جبال أجا وسلمى .
- صحراء النفود الكبير.
- حرة خيبر.
- جبال العلم .
- العديد من الأودية من أهمها وادي هدباء ووادي شبيكة رمان ووادي الأديرع.

## المناخ
مناخ حائل قاري ترتفع فيه الحرارة صيفًا وتنخفض شتاءً.

## التقسيم الإداري

خريطة تظهر التقسيم الإداري لمنطقة حائل.

تضم منطقة حائل 9 محافظات، ويتبع لكل محافظة منها عدد من المراكز والقرى والهجر، وتلك المحافظات هي:
- مدينة حائل هي عاصمة المنطقة وأكبر مدنها، وهي مركز صناعي وتجاري ضخم.
- محافظة بقعاء وهي أكبر المناطق الزراعية في الإقليم، وتقع شرق مدينة حائل، وعاصمتها مدينة بقعاء.
- محافظة الغزالة وتقع جنوب مدينة حائل، وعاصمتها مدينة الغزالة.
- محافظة الشنان تقع شرق مدينة حائل، وعاصمتها مدينة الشنان.
- محافظة موقق تقع جنوب غرب مدينة حائل، وعاصمتها مدينة موقق.
- محافظة الحائط تقع جنوب مدينة حائل، وعاصمتها مدينة الحائط، وهي المعروفة تاريخياً باسم فدك.
- محافظة السليمي تقع جنوب مدينة حائل، وعاصمتها مدينة السليمي.
- محافظة الشملي تقع جنوب غرب مدينة حائل، وعاصمتها مدينة الشملي.
- محافظة سميراء تقع جنوب شرق مدينة حائل، وعاصمتها مدينة سميراء.

## الآثار
تتعدد الآثار في منطقة حائل من حيث تاريخها، وإجمالا تعتبر المنطقة من أغنى المناطق السعودية بالآثار، وفيها نقوش تاريخية لعصور مختلفة، وأهم مناطق الآثار فيها هي:
- ياطب: وهو موقع أثري (جبل) يقع في شرق منطقة حائل على بُعد 38 كلم، وتوجد على صخوره كتابات ورسوم ثمودية.
- جانين: وهو جبل كبير شرق مدينة حائل ويقع على مسافة 60 كلم، وفي الجبل كهف نقشت على جدرانه كتابات ثمودية وأمهرية ورسوم لأشخاص وحيوانات تعود إلى عصر ما قبل التاريخ
- فدك مدينة تاريخية تعرف حاليا بالحائط تعود لحقبتين تاريخيتن قديمة وإسلامية وتقع جنوب حائل على بعد 250 كلم عثر فيها على تماثيل ومجسمات وقد كانت إقطاعا لفاطمة بنت الرسول محمد صلى الله عليه وسلم.
- جبل المليح : معروف باسم المليحية بالمنطقة وتقع على بعد 35 كم إلى الشرق من مدينة حائل وتتكون من مجموعة من الهضاب الصغيرة. وتنتشر على واجهات صخورية عدد كبير من النقوش (الثمودية). يتخللها رسومات صخرية حيوانية وبشرية .
- قفار مدينة تاريخية لـ قبيلة بني تميم تعود بداياتها غير المحددة بدقة للقرن السادس الهجري فيها آثار أكبر مدينة نجدية وقلاع وأسوار ضخمة وتقع على بعد 15 كلم عن حائل والمدينة الأقدم فيها غياض يضمها ثلاثة أسوار.
- فيد: وهو اسم واحة قديمة يمر منها درب زبيدة الشهير، كما يوجد فيها كثير من البرك والآبار القديمة وأنظمة الري وقصر خراش الأثري الذي يعود إلى ما قبل الإسلام.
- جبل حبشي: منطقة غنية بالآثار، وفيها أطلال دور وأبراج ومقابر يعتقد أنها عمرها أكثر من أربعة آلاف سنة.
- الثعيلبي: وهي منطقة تقع بين جبل حبشي وسميراء، وفيه صفوف من الحجارة المتوازية يمتد كل منها مسافة تقارب 750 م.
- سميراء: وهي منطقة تبعد عن حائل حوالي 140 كلم، وقد كشفت السيول عن معالمها الأثرية ومن أهمها غرفة تحت الأرض بمسافة متر ونصف المتر، كما عثر بها على جرار من الفخار تحوي نقوداً إسلامية يعود بعضها إلى العام 134 هـ.
- ضايف: موقع أثري وجدت على صخوره خطوط كوفية وثمودية ورسوم لأشخاص وحيوانات.
- السفن: منطقة تبعد عن حائل حوالي 53 كيلو متراً، وتوجد في جبالها رسوم وكتابات ثمودية ومقابر وحجارة ضخمة مستديرة.
- سراء: قرية أثرية تبعد 50 كم جنوب حائل فيها آبار وكتابات جاهلية وصور وقلاع حجرية بما فيها آثار جبل جبل الأسد وجبل النفيشي وهدباء ودارة طئ.
- جبة: وهو من أهم وأكبر وأقدم مواقع الرسوم الأثرية في المملكة، منقوش برسومات منتشرة في جبل أم سنمان وفي الجبال المجاورة له تعود إلى 1500 و 2500 سنة.[23]
- موقع راطا والمنجور: تقع في الجنوب الغربي من منطقة حائل، وتضم رسوم ونقوش أثرية تعود إلى نهاسة العصر الحجري.

وهناك أيضاً مناطق أركان والمعلق والسبعان والماوية وتوارن والشملي وغمرة و (لينة) وجميعها تضم نقوشا ومقابر وحجارة تحوي كتابات مختلفة.

## درب زبيدة
تعتبر محطات طريق الحج من أهم الآثار عن العصور الإسلامية ومنطقة حائل واحدة من أهم وأكبر هذه المحطات حيث كان يمر بها طريق الحج العراقي القادم من الكوفة إلى مكة المكرمة «درب زبيدة»، ومن محطات هذه الطريق ومدنها في منطقة حائل: (العشار) و (العرائيش) و (بدع والخضراء) و (الخزيميه أو اواسط) و (زرود) والأجفر وفيد
وسمي ء، وتوزي والبعايث، وفيد من أكبر مدن طريق الحج في منطقة حائل حيث كانت ولاية من ولايات الدولة الإسلامية منذ أن أسند الرسول محمد ولايتها إلى زيد الخيل (الخير) في سنة 10 للهجرة، وبها الكثير من الآثار.
سكن حاتم الطائي: اسمها قرية توارن تقع في الشمال الغربي من مدينة حائل وتبعد عن مدينة حائل قرابة 48 كيلومتراً وهي تقع في الجهة الشمالية من جبال أجاء وطريق الذهاب إليها مزفلت حتي قرية توارن الحديث حيث أنه تم إخراج أهل القرية من القرية القديمة ومنحهم مخطط جديد على نفس طريق الحفير والقرية القديمة تقع بالجهة الجنوبية من القرية الحديثة والطريق إليها ليس مزفلت والمسافة قرابة 8 كيلو قرية توارن القديمة تحيطها الجبال من جميع الجهات ولها مدخل واحد من الجهة الشمالية فقط ويتفرع من الجبال المحيطة بها عدة شعاب ويكثر فيها مزارع النخيل القديمة وكذلك شجر الطلح وتشتهر قرية توارن بعذوبة المياه
- موقد: سميت بهذا الاسم لان حاتم الطائي كان يوقد فيها النار للتائهين في الصحراء،

## حائل في الشعر القديم
- في قصائد شعراء المعلقات:

امرؤ القيس:
زهير بن أبي سلمى:
طرفة بن العبد:

## الفتح الإسلامي
كانت قبيلة طيء التي تسكن منطقة حائل تدين بالمسيحية إلى جانب أقلية تدين بالوثنية، وأرسل الرسول محمد إليها علي بن أبي طالب، وغزا القبيلة وأسر بعض أفرادها ونسائها وكسر الصنم الذي كان يعبده الوثنيون في طيء واسمه (فلس) وكان عدي بن حاتم الطائي هو أمير القبيلة قد تمكن من الذهاب إلى الشام وكان يدين بالمسيحية أما أخته سفانة بنت حاتم فقد كانت ضمن السبايا وعرفت بنفسها عند الرسول محمد فأمر بإطلاقها واصفاً أباها حاتم الطائي بأنه «كان يحب مكارم الأخلاق». وأسلم عدي بن حاتم قبل وفاة الرسول بفترة قليلة بعد أن أسلمت أخته سفانة، وأرسله أبو بكر إلى طيء وبني أسد فأسلمتا على يده سلميا، رغم أن خالد بن الوليد كان يتهيأ لغزوهما بالسلاح إلا أن عدي طلب منه التأخر حتى يحادث القبيلتين. وبعد مقتل الخليفة عثمان بن عفان انضم عدي بن حاتم وقبيلة طيء إلى علي بن أبي طالب في حرب الصحابة في صفين والجمل.

## مستكشفون زاروا المنطقة
- الفنلندي جورج والن زارها سنة 1845م وألّف عنها كتاباً أسماه «صورة من شمال جزيرة العرب». انظر: مقتطفات من الكتاب حول حائل.
- الإنجليزي ويليام بالغريف زارها سنة 1862م.
- الإيطالي كارلو غوارماني سنة 1864م.
- الإنجليزية الليدي آن بلنت زارتها سنة 1879م، ووضعت عنها كتاباً اسمه «رحلة إلى عاصمة الشمال».
- الألماني يوليوس أويتنج زار المنطقة عام 1883م
- الفرنسي شارك هوبير زارها مرتين عامي 1883 و1884م.
- الإنجليزية جرترودبل مساعدة المندوب السامي البريطاني في العراق، وقد أوردت مشاهداتها في مدينة حائل في مذكراتها.
- الأميركي مايكل بارون نال شهادة الدكتوراه من جامعة ميتشيغان عن رسالته في «تاريخ حائل».

## مما قال عنها المستكشفون
قال عنها ويليام بالغريف:
«. من هنا يظهر جبل شمر عمومًا، عندما نقارنه بالمناطق الأخرى المحيطة به، قاصيها ودانيها، يظهر وكأنه قطعة من النقود، جرى سكّها حديثاً، تتلألأ بكل نقائها وبريقها، بين كومة من العملات المكررة والمشوهة. كانت المسافة الزمنية التي تفصل الشمس عن أفق الغروب، قرابة الساعتين، عندما دخلنا الشِّعب الضيق المنحني، إلى أن وصلنا طرفه الآخر، وهنا وجدنا أنفسنا على حافة سهل كبير، يصل طوله وعرضه إلى عدة أميال ومحاط من جميع الأجناب، بمتاريس أو استحكامات جبلية عالية، في حين كانت تقع مدينة حائل أمامنا، على بعد مسيرة ربع ساعة. وأوحت لنا المدينة بشيء من المعاصرة، بل وبشيء آخر من قبيل الأناقة غير المعتادة، التي طالعتنا من قبل في القرى التي مررنا عليها، ولكن الواضح، أن حائل، كانت مدينة بمعنى الكلمة، فضلاً عن أن مساحتها كانت تتسع لحوالي ثلاثمائة ألف نسمة أو ما يزيد على ذلك، ولو أن شوارعها ومنازلها كانت متجاورة وقريبة من بعضها مثل شوارع كل من بروكسل وباريس ومع ذلك فإن عدد سكان حائل، لا يزيد، في واقع الأمر، على عشرين أو إثنين وعشرين ألفاً، وذلك بفضل البساتين والساحات الكبيرة التي تدخل ضمن الأسوار الخارجية للمدينة».
وقال عنها يوليوس أويتنغ:
«وبعد أن تجاوزنا مرتفعاً رملياً صغيراً انتقلنا إلى طبيعة مختلفة تماماً حيث سرنا وسط سهل خصب من الرمل ترعى فيه أعداد كثيرة من الإبل، مما يعني دخولنا في منطقة الجبل، وهذه التسمية تطلق على تلك المساحة الواقعة بين النفود شمالاً والقصيم جنوباً، وتعتبر هذه المنطقة من أفضل المناطق مناخاً، مما يجعلها أكثر مناطق شبه الجزيرة العربية خصوبة واخضراراً. قبل دخولنا في الممر الجبلي خيّمنا لتناول العشاء تحت مجموعة من شجر الطلح، ولقد أدى منظر المرتفع الخصب والمواشي التي ترعى فيه، وكذلك أشجار البرية وروعة الواجهة الجبلية خلف المنظر. لقد أدى ذلك إلى إضفاء حالة من الرضا الشديد على محيانا».
وقال عنها جورج أوغست فالين: "
- تكثر في جبلي أجا وسلمى الينابيع والآبار، ومياه آبارها، دون استثناء، من نوعية ممتازة، عذبة وخفيفة، وتساعد على الهضم السريع.
- إن الحبوب المزروعة في حائل تفضّل على المستوردة من بلاد ما بين النهرين، بسبب جودتها وطبيعة مادتها، وتباع بسعر أعلى من سعر الحبوب المستوردة.
- إنني أعد شمر، على نحو لا نزاع فيه، واحدة من القبائل الأكثر نشاطاً وقوة في بلاد العرب في الوقت الحاضر (عام 1845م)، وقوتهم ونفوذهم يزدادان بإطراد كل سنة. فمن حائل إلى القصيم، ومن ديار ابن سعود في نجد إلى جبال الحجاز، خضع العرب لابن رشيد والتزموا بطاعته من خلال أداء الزكاة له.
- في أثناء إقامتي في حائل كان هناك نحو 200 شخص من جميع أنحاء بلاد العرب ضيوفا على الأمير عبد الله (عبد الله بن علي الرشيد) ينتظرون صدور قرار في قضية أو قضاء حاجة أخرى.
- يقول السكان أن أي فرد يمكنه أن يسافر عبر أراضيهم.
- تحتوي مكتبة القاضي في حائل على كتب فقهية فقط، اشتراها جميعا من مشهد علي النجف.
- حينما قدمت إلى حائل دهشت كثيراً ليس فقط لرؤيتي الصغار الذين تتراوح أعمارهم بين ثلاث واثنتي عشرة سنة في مجالسة كبار السن، ومبادلتهم الحديث، ولكن أيضاً أخذ رأيهم في مواضيع تفوق مستواهم، والاستماع إلى ما يقولونه باهتمام. ويعيش الصغار مع آبائهم في محبة وألفة، ولم أر في حائل تلك المشاهد الكريهة المألوفة بمصر، والد حانق يضرب ابنه، ولا رأيت الإذلال الذي يعانيه صغار الأتراك الذين لا يُسمح لهم ابداً بالجلوس أو حتى الكلام في حضرة آبائهم المتغطرسين، ولم أر في العالم كله أولاداً أكثر تعقلاً وأحسن خلقاً وأكثر إطاعة لآبائهم من الحائليين.
- على الرغم من آراء الوهابيين ضد الشعر، إلا أن جبل شمر (حائل) يعتبر موطنه، وهم رجالاً ونساءً ينظمون قصائد غالباً ما تكون مرتجلة، ويحفظ كل شخص صغيراً وكبيراً قصائد كثيرة، وأمراء عائلة الرشيد كلهم شعراء، كما كان امرؤ القيس، الشاعر الشهير الذي كان ملكاً عليهم قديماً.

وقالت عنها الليدي آن بلنت:
- إن عظمة ابن سعود والوهابيين الآن، شيء يتعلق بالماضي، ومحمد بن رشيد في عاصمته حائل، من أقوى الحكام في جزيرة العرب (6 يناير 1879).
- جبة، من أغرب الأماكن في العالم، ومن أجملها. إنها إحدى مباهج النفود.
- (في الطريق من جبة إلى حائل) صعدنا إلى قمة إحدى التلال لنرى الجهات المحيطة بنا من البلاد. هناك سلسلة طويلة من الجبال الرائعة، تمتد بعيداً إلى الشرق والغرب، وتذكر الإنسان بـ (سييرا جوداراما) في إسبانيا.
- صرّح (ويلفريد: زوج الكاتبة) أنه سيموت سعيداً الآن، حتى لو قطعت رؤوسنا في حائل، وإنها لقاعدة مطردة ومفضلة لديه أن كل مكان هو مثل أي مكان آخر تماماً، إلا جبل شمر فلا شيء يشبهه، على الأقل فيما شاهدت في هذا العالم.
- كان المنظر من أمامنا جميلاً يفوق الوصف، سهل كامل الاستواء، يتدرج في الارتفاع، ومنه تنبثق هذه الصخور والتلال كجزائر، ومن ورائه الجبال القرمزية اللون قريبة منا الآن، ذات طرف منيف كان هادينا لعدة أيام، تشمخ على الجميع. إن معالم جبل شمر لها روعة غريبة، ترتفع مكونة ذرى وقبابا، تاركة هنا وهناك كوة تستطيع من خلالها أن ترى السماء، أو صفاة عجيبة جاثمة وكأنها صخرة تتدحرج على خط السماء.
- لن أنسى الانطباع الذي أخذني حين دخلت المدينة من نظافة الجدران والشوارع الخارقة للعادة، والذي يكاد يعطي جواً خيالياً.
- للأمير (محمد العبد الله الرشيد) وجه غريب، ملامحه أعادت إلى ذاكرتنا صورة «ريتشارد الثالث» وجه نحيل، ووجنات شاحبة غائرة، وشفتان دقيقتان، مع تعبير عن الألم، إلا حينما يبتسم، ولحية سوداء خفيفة وحاجبان معقودان أسودان، وعينان رائعتان عميقتان ونفاذتان كعيني صقر. بدا الأمير متميزا في مظهره، وكل جزء منه يعبر عن ملك.
- كانت قدور القصر وأوانيه (قصر برزان) هائلة، هناك سبعة قدور يتسع كل منها لثلاث جمال، وعدد منها كانت في حالة استعمال، إذ يستقبل ابن رشيد يوميا ما لا يقل عن 200 ضيف وقائمة الطعام اليومي 40 خروفا أو 7 جمال، وكل غريب في حائل له محله على مائدة ابن رشيد.
- لقد وجدنا في حائل لعبة (التلفونات) يلعبها العبيد في القصر، وقد كانت في العام الماضي بدعة جديدة في أوروبا، وهو أمر فريد أن تجد اختراعا حديثا كهذا قد وصل إلى حائل.

«تعني بلعبة التلفونات، اللعبة التي يشترك فيها أكثر من شخص ويتناقلون من خلالها عبارة معينة يهمس بها كل واحد في أذن الثاني، ويرون إن كانت العبارة التي وصلت إلى الشخص الأخير، هي ذاتها التي قالها الشخص الأول أم لا».
- إن الدستور السياسي لجبل شمر عجيب للغاية، ليس فقط من حيث أنه غير مألوف لنا في أوروبا، بل ربما كان فريدا، حتى في آسيا، وفي الحقيقة يبدو أنه يمثل شكلاً قديما من اشكال الحكومة، خاص بالبلدة.
- إنها لغرابة مفاجئة يقابلها المسافر الجديد، أن يسمع التعليقات التي يطلقها سكان حائل عن حكوماتهم، فمن المستحيل أن تتحادث عشر دقائق مع أحد منهم دون أن يؤكد لك أن حكومة الأمير أحسن حكومة بالعالم.
- في حائل يعيش الأمير في أبهة، وله حرس خاص مكوّن من 800 أو 1000 رجل لهم نوع من الزي الموحد، أثواب بنية وغتر حمراء، ومسلحون بسيوف مقابضها من الفضة.
- يخيل لي أن قانون القرآن، ولو أنه يشار إليه، إلا أنه ليس القاعدة الرئيسية في قرارات الأمير.
- مواطنو جبل شمر ليس لهم ما نسميه بالحقوق الدستورية، فليس ثمة جهاز منهم لتأكيد سلطتهم، غير أنه من المحتمل أن ليس هناك مجتمع ما، يُمارس فيه الشعور الشعبي نفوذا على الحكومة أقوى مما في حائل.
- كان صباحاً لا يمكن للمرء أن يجد مثله إلا في حائل، فالجو مشرق ومنير إلى درجة لا يستطيع المرء أن يتصورها - مجرد تصور - في أوروبا، ويملأ النفس بمعنى للحياة مثل ذلك الذي يتذكر الإنسان أنه أحس به في الطفولة، ويملؤه رغبة في أن يصيح. والسماء كثيفة الزرقة، والتلال من أمامنا كأنما هي منحوتة من ياقوت أزرق، والسهل متجعد ومستوٍ كمنضدة بلياردو، يرتفع بلطف في اتجاهها.
- عقدة، هي بكل تأكيد من أغرب الأمكنة في العالم. ولست على حلّ في أن أقول أين تقع بالضبط، فقد أرسلنا الأمير لنراها على وعد الكتمان، ولو أني آمل ألا يتعرض ابن رشيد لخطر غزو أجنبي فلن أقدم مفتاحاً لأعداء محتملين، يكفي أن أقول أنها تقع في الجبال، في مركز ذي قوة طبيعية.

«عقدة، بلدة وسط جبال أجا، الدخول إليها يتم عبر منحنيات ضيقة وسط الجبال، وتحيط بها سلاسل جبلية ضخمة من ثلاث جهات، ولها مدخل ضيق محصّن. تبعد البلدة عن وسط المدينة مسافة 15 كلم تقريباً، وقد وصلها الآن التمدد السكني، وتعتبر حاليا واحدة من المزارات السياحية الممتازة».
- لو كنا في تركيا أو أي مكان آخر عدا حائل، لكان علينا أن ننفح الفارسين الذين أرسلهما معنا الأمير إلى عقدة، بسخاء، بعد رحلة من هذا النوع. أما في حائل فشيء من هذا القبيل لم يكن ليتوقع، وكان كل من هذين الشمريين بالغ الذكاء، حسن السلوك، وروحاهما تسموان على النقود. كانا يقومان بواجبهما نحو الأمير، وليس نحونا كغربيين، وقاما به متحمسين.

## الثقافة والفن
المنطقة تعج بعدد من الفنون الشعبية والأغاني المختلفة، منها:
- العرضة أو رقصة الحرب وهي رقصة تصحبها أغان وهي لا تزال باقية حتى الآن يغنيها الرجال أثناء الرقص.
- السامري وهو فن غنائي للتسلية والترويح عن النفس.

في 1432-2011 دخلت حائل موسوعة «جينيس» للأرقام القياسية في أكبر لوحة في العالم تحمل (أسماء الله الحسنى) تحمل أسماء الله باللغتين العربية والإنجليزية.

### الطبخ
- المقشوش[26]
- الهريس
- الكليجا حلوى شعبية.
- الجريش
- الثريد
- الحنيني
- المرقوق
- المطازيز أو القريصات
- القرص
- الكبيبا تصنع من ورق العنب والأرز

## الرياضة
تشتهر حائل بأنواع متعددة من الرياضات المرتبطة بطبيعة المنطقة، كرياضة تسلق جبال أجا التي تتوفر بها أماكن مناسبة لهواة التسلق، كما تكثر في حائل رياضة الصيد في مواسم متعددة من السنة، وتحظى كرة القدم بشعبية واسعة حيث يوجد فريقان هما الجبلين والطائي ويملكان الشعبية الأكبر في المنطقة، يعد النادي الطائي الأكبر بالمنطقة وصاحب الشعبية الأولى بالمنطقة والشمال فهو نادي أنتج العديد من المواهب كـ عبد الله الدعيع ومحمد الدعيع، كما يوجد مدينة رياضية كبيرة اسمها مدينة الأمير عبد العزيز بن مساعد «أول حاكم في حائل من الأسرة الحاكمة الحالية» وتقع وسط مدينة حائل.

## مؤسسات وجمعيات ثقافية حكومية
- النادي الأدبي بمنطقة حائل
- فرع جمعية الثقافة والفنون بمنطقة حائل
- نادي القصة
- ملتقى السيف الثقافي
- مكتبة فهد العريفي

## الاقتصاد
تعتبر الزراعة والسياحة والصناعات الأولية هما مصدر دخل الفرد في المنطقة

### الزراعة
تقع منطقة حائل في وسط القسم الشمالي من المملكة، حيث تقع في موقع متوسط بين مناطق الحدود الشمالية والجوف وتبوك والقصيم والمدينة المنورة، هذا الموقع يمثل ميزة نسبية أو ميزة موقعية هامة وتجعل حائل في مدى إمكانية الوصول للدول العربية والإسلامية الواقعة شمال المملكة وترتبط جنوبا بالمدينة المنورة، ومكة المكرمة، علاقات الربط السابقة بين منطقة حائل وجيرانها من الشرق والشمال والجنوب تجعل منها موقعاً إستراتيجياً اقتصاديا واجتماعيا، ليس على مستوى إقليم شمال المملكة فقط بل يمتد تأثيرها إلى جميع مناطق المملكة وما وراءها سواء دول الخليج أو دول الشرق الأوسط وجنوب أوروبا شمالا وغربا حتى المغرب العربي، هذا وتبلغ مساحة منطقة حائل 118.2 ألف كم مربع تمثل حوالي 6% من إجمالي مساحة المملكة والتي تبلغ حوالي 2.25 مليون كم مربع وهي مساحة كبيرة نسبيا بل شاسعة وتشكل مورد أرض عظيم مثالي للإعمار بمجموعة كبيرة من الأنشطة الاقتصادية والاجتماعية والثقافية والعمرانية، وهذا الحيز المكاني الكبير يحتوى على قدر كبير من الموارد مثل:
- التربة الصالحة للزراعة.
- المياه كمورد أساسي للحياة والإنتاج وخاصة الزراعة.
- وفره المناجم والمحاجر الصالحة لإنتاج العديد من المنتجات الصناعية.
- رمال الصحراء وما بها من معادن وموارد سطحية ومواد بناء.

وعموما فإن مورد الأرض في منطقة حائل يمتاز بميزة نسبية إضافية وهي اعتدال المناخ وخاصة في فصل الصيف، نظرا لارتفاعها عن سطح البحر وهو ما يساعد على العمل والإنتاج دون شعور بالإجهاد، وهذا الحيز المكاني أيضا يمتاز بغنى طبيعي من جبال وسهول ووديان وآبار وأرض زراعية خضراء وأرض النفود الصفراء، وهو ما يضيف أنشطة سياحية متنوعة.
وتعتبر حائل بكونها الأولى على مستوى العالم العربي في إنتاج البطاطس (46% من الإجمالي) و50% من إجمالي تصدير القمح، فيما تدور مشاريع عدة تسعى من خلالها المنطقة لتغطية الاحتياج المحلي من القمح
والخضراوات والفواكه، التي تعتبر من أساسيات السوق الغذائية في السعودية
حيث توجد شركة حائل للتنمية الزراعية " هادكو" (الآن جزء من شركة المراعي) وهي المورد للمملكة والخليج حيث من أهم صادراتها القمح والبرسيم والذرة وعدد كبير من الفواكه والخضار بالإضافة للدواجن.

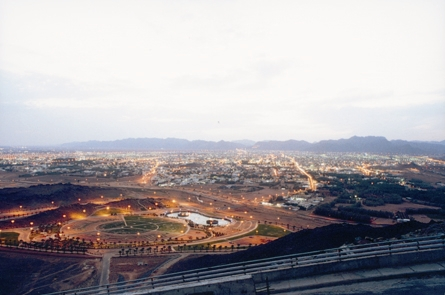
إطلالة على مدينة حائل من قمة جبل السمراء

### السياحة
شهدت منطقة حائل حركة كثيفة في المجال السياحي حيث يقام فيها رالي حائل الدولي وعدد من المهرجانات والأسواق العامة، كما ساهم الجو النقي في المنطقة في جذب السُياح إلى المنطقة حيث توجد أماكن تراثية من أشهرها قلعة أعيرف السياحة في حائل كما يوجد في المحافظات عدد من الأماكن التراثية، تُقدر إيرادات السياحة 50 مليون في عام 1432 / 2011.
من مميزات مدينة حائل هو موقعها ألأستراتيجي حيث يمر فوق اجوائها أكثر من 100 شركة طيران عالمية شهرياً

### التعدين
خام البوكسيت
يوجد خام البوكسيت في هضبة الزبيرة «في منطقة حائل» وعلى امتداد حوالي 105 كم وترتفع الهضبة من (1-10 أمتار)، ويوجد الخام على شكل عدسات في الصخور ويبلغ احتياطي الخام حوالي 200 مليون طن، والاحتياطي في الأعماق يبلغ حوالي 126 مليون طن ويستخدم خام البوكسيت في صناعة الألمنيوم ويصل تركيز الخام في الصخور إلى حوالي 58% وتبلغ نسبة السيلكا حوالي 5.5%.
خام الكاولين
خام الكاولين أو الصلصال يتمتع بدرجة مرونة مرتفعة مما يجعل تشكيله سهلاً وهو يوجد فوق خام البوكسيت في هضبة الزبيرة، ويستخدم خام الصلصال في صناعة الخزف والحراريات والورق والمبيدات الحشرية.
خام المغنزايت
يوجد خام المغنزايت في منطقة ضرغط وهو نوعية جيدة، اكتشف خام المغنزايت عام 1962 م ويستخدم خام المغنزايت في استخلاص المغنسيوم وصناعة الحراريات.

### الصناعة
توجد في منطقة حائل مدينة صناعية وتم إنشاء المدينة الصناعية بحائل عام 1423 هـ الموافق 2003 م بمساحة 800 ألف متر مربع كمرحلة أولى، ويتوفر بقرب المدينة الصناعية المواد الأولية الداخلة بالصناعة كالصناعات الغذائية والصناعات المعدنية الإضافية وخاصة مثل البوكسيت والجبس والمغنيسيوم بالإضافة لوجود مصانع للصناعات الخفيفة مثل المناديل ويوجد مصنع للمياه. فيما تتوفر شبكة طرق سريعة وسكة حديد والتي تربط المنطقة بالمناطق الأخرى. ومن مميزات وجود المدينة الصناعية في مدينة حائل التي تتجمع المزايا التنافسية في قطاعين: التعدين والتموين والنقل وتمتلك حائل مواد معدنية إضافية وخاصة البوكسيت والسيليكا والتنجستين والزنك والجبس والمغنيسيوم وأحجار الزينة بالإضافة إلى موقع المنطقة كوسط بالنسبة لشبكة الطرق والسكة الحديد.

## الخدمات والمرافق العامة

### المنتزهات
يوجد في مدينة حائل أكبر منتزه في الشمال وهو منتزه المغواة حيث افتتح في عام 2006 تقريباً وحديقة المُسمى البيئية أكبر حديقة بيئية في الشرق الأوسط. بالإضافة لمنتزه السمراء ومنتزه السلام ومنتزه الأمير سعود ومنتزه مشار الصحراوي. ومنتزهات أخرى في جميع محافظات منطقة حائل.

### الصحة
يوجد في مدينة حائل مستشفى حائل العام يضم 208 سرير، إضافة إلى قسم خاص للأطفال يضم 70 سريرًا، مع قسم للعلاج الطبيعي وقسم للولادة وعيادات خارجية. كما يوجد مستشفى الملك خالد - به 200 سرير. وأيضا مستشفى الملك سلمان التخصصي ويوجد عدد من المستشفيات الحكومية في بعض من محافظات المنطقة وتوجد أكبر دار رعاية أيتام في العالم «تم افتتاحها في 2011» في مدينة حائل

### التعليم
يعتبر التعليم من أولويات حكومة خادم الحرمين الشريفين حيث توجد جامعة حائل وعدد كبير من المدارس الخاصة والحكومية لجميع طبقات التعليم.
وسائل النقل
تمتلك منطقة حائل مطار حائل الدولي ومحطة قطار (سار)

## النقل والمواصلات

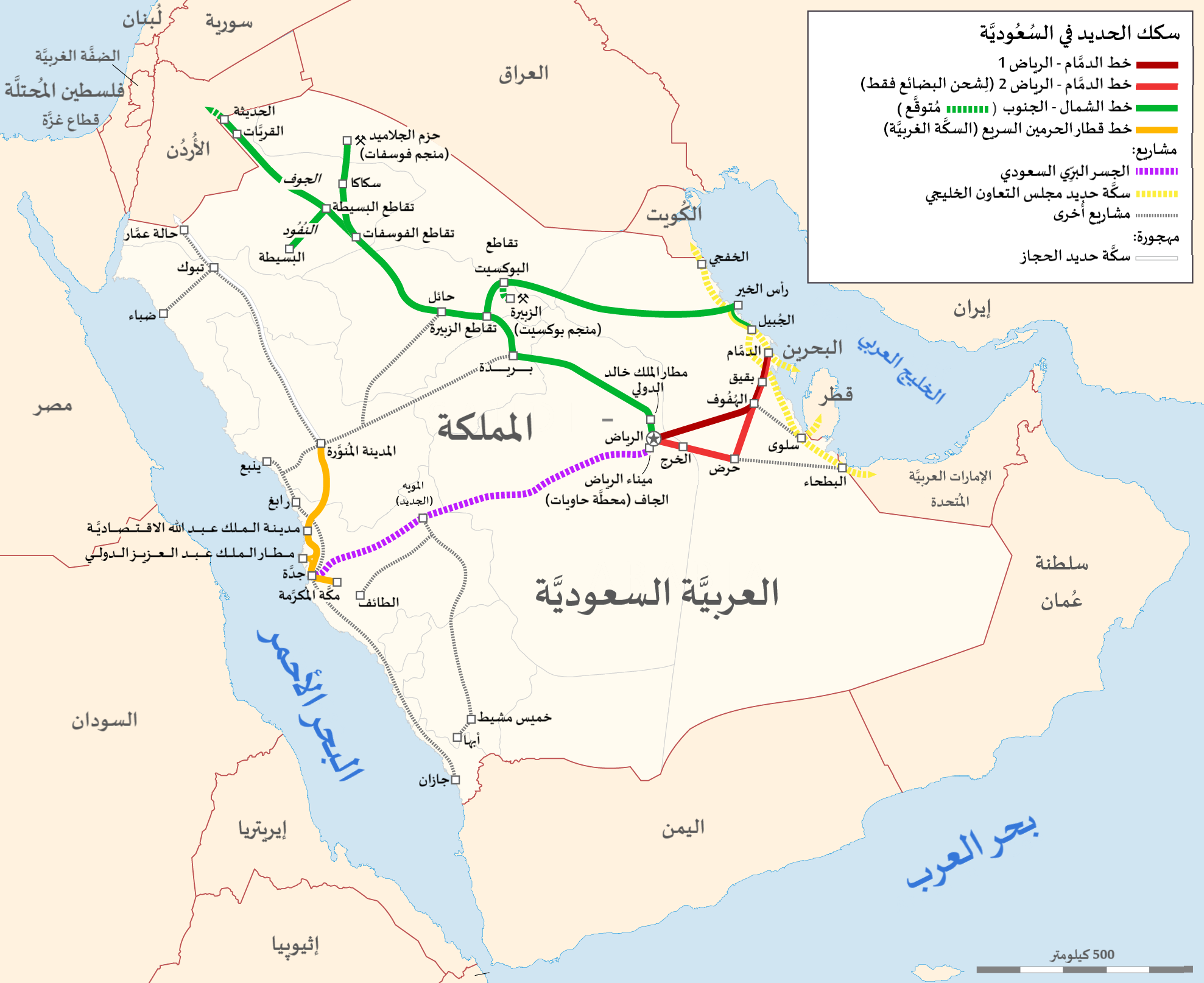
خريطة توضح المشاريع الحالية والمستقبلية للمؤسسة العامة للخطوط الحديدية ومن ضمنها خط الشمال الجنوب.

### النقل البري
يوجد في منطقة حائل طرق رئيسية وشوارع فرعية في المدن والمحافظات ومن أشهر هذه الطرق:
- طريق الملك عبد العزيز بمدينة حائل ويمتد من جنوب حائل إلى شمالها.
- طريق الملك خالد
- طريق الملك فيصل
- طريق الملك عبد الله
- طريق الأمير نايف بن عبد العزيز
- طريق حائل - المدينة المنورة.
- حائل - الجوف.
- حائل-القصيم
- حائل-بقعاء
- حائل-جبة
- حائل- الروضة
- حائل-جبة
- حائل-العلا
- حائل -سميراء

### النقل الجوي
يوجد في منطقة حائل مطار حائل الدولي، الذي يعد من أكثر المطارات الشمالية إزدحاماً وحركة جوية في البلاد. حيث بلغت الحركة الجوية في عام 2010 ما يقارب 22,000 شخص.

### سكك الحديد
يمر خط سِكة حديد الشمال - الجنوب، بمنطقة حائل حيث توجد محطة نقل الركاب وتقع شمال شرق مدينة حائل حيث سيتم الاستعانة بهذا القطار لتوصيل البضائع لعدد من المناطق الشمالية. وكذلك نقل الركاب ويعتزم إنشاء محطة كبيرة عند حي الجثامية .